# Garoto Bombril
Garoto Bombril foi uma campanha publicitária brasileira idealizada por Washington Olivetto e Francesc Petit no ano de 1978. À época, ambos comandavam a DPZ e selecionaram como garoto-propaganda o ator Carlos Moreno, para o qual estavam previstos inicialmente 4 comerciais. Contudo, devido ao sucesso ao longo das décadas foram mais de 330 comerciais para a campanha. A campanha é considerada a campanha publicitária de maior duração na história.